# Clubiona leptosa
Clubiona leptosa là một loài nhện trong họ Clubionidae.
Loài này thuộc chi Clubiona. Clubiona leptosa được miêu tả năm 1997 bởi Zhang et al..